# Rim-Sin
Rim-Sin est un roi amorrite de Larsa. Il régna de 1822 à 1763 av. J.-C. 

## Biographie
Son règne est marqué par de nombreuses guerres de grande envergure. En 1809 av. J.-C., il repousse une vaste coalition menée par Babylone et Isin. Il relance la guerre avec cette dernière en 1802. Il s'empare de la ville en 1793 av. J.-C. Six ans plus tard, il repousse Hammurabi qui s'était brièvement emparé d'Isin à son tour. Il reste discret pendant les guerres qui déchirent le centre la Mésopotamie lors de la révolte des nomades benjaminites. En revanche, il tente de profiter des difficultés mariotes et babyloniennes face aux Élamites pour lancer une attaque contre Babylone. Il est alors écrasé par une campagne éclair lancée en 1764-1763 av. J-C par Hammurabi et Zimri-Lim. Il est capturé et emmené prisonnier à Babylone.